# Oxtotitlán
Oxtotitlán – jaskinia znajdująca się w stanie Guerrero w południowo-zachodnim Meksyku, ok. 30 kilometrów na północ od jaskini Juxtlahuaca. W latach 60. XX wieku odkryto w niej malowidła naskalne związane z kulturą olmecką.
Jaskinia składa się z dwóch dużych, płytkich komór. W pierwszej z nich znajduje się kilka małych malowideł wykonanych czerwoną farbą oraz wielki polichromowany mural, przedstawiający mężczyznę (władcę lub szamana) w ptasim stroju, siedzącego na ozdobionym wyobrażeniem potwora tronie, podobnym do kamiennych tronów znanych ze znalezisk w San Lorenzo Tenochtitlán i La Venta. W drugiej grocie znajduje się kilka wykonanych czarną farbą malowideł. Spośród nich szczególną uwagę zwraca jedno, przedstawiające nagiego mężczyznę z wyeksponowanymi genitaliami obok jaguara, co przypuszczalnie stanowi nawiązanie do olmeckiego mitu, wedle którego człowiek odbył kiedyś stosunek płciowy z tym zwierzęciem.